# Георгиева, Виктория
Виктория Георгиева (болг. Виктория Георгиева; профессионально известная под псевдонимом Виктория; родилась 21 сентября 1997 года) — болгарская певица и автор песен. Начала свою карьеру после участия в четвёртом сезоне X Factor Bulgaria. Представительница Болгарии на конкурсе песни «Евровидение-2021». Первоначально она должна была представлять Болгарию на ныне отменённом «Евровидении-2020», с песней «Tears Getting Sober» во втором полуфинале конкурса 14 мая 2020 года.

## Карьера

### Ранняя карьера
Георгиева начала петь в одиннадцать лет. Через некоторое время она поступила в вокальную студию «Angel Voices», где её учителем музыки была Атанаска Липчева. Георгиева проходила прослушивание в течение первых 3 сезонов X Factor Bulgaria, но из-за возраста не могла попасть в шоу.

### 2015: X Factor Bulgaria
В 2015 году после 3 попыток Виктория наконец-то прошла прослушивание на живых выступлениях. Она покинула шоу на 9 неделе.

### С 2016: дебютный сингл и Monte Music
Несмотря на то, что Георгиева не выиграла X Factor, она получила предложение присоединиться к Virginia Records, но отклонила его. В 2016 году она присоединилась к Monte Music, и 10 июня 2016 года был выпущен её первый сингл, «Nishto Sluchayno», в котором участвовали VenZy и Ники Бакалов.

## Дискография

### Синглы
| «Nishto Sluchayno» (при участии Ники Бакалова и VenZy)                 | 2016 | -  | Non-album single |
| «Nezavarshen Roman»                                                    | 2016 | 15 | Non-album single |
| «Chast Ot Men»                                                         | 2017 | 28 | Non-album single |
| «Stranni Vremena»                                                      | 2018 | 28 | Non-album single |
| «I Wanna Know»                                                         | 2019 | -  | Non-album single |
| «Tears Getting Sober»                                                  | 2020 | 2  | Non-album single |
| «alright.»                                                             | 2020 | -  | Non-album single |
| «-» обозначает выпуски, которые не были намечены или не были выпущены. |      |    |                  |